# Даниел фон Виненбург
Даниел фон Виненбург (на немски: Daniel von Winnenburg; † 1277/1279) е благородник от господството Винебург на Мозел в Рейнланд-Пфалц.

## Произход и наследство
Той е третият син на Куно де Винесберг († сл. 1249) и съпругата му Юлиана фон Багхайм. Брат е на Теодорикус де Винесберг († сл. 1249) и Йоханес де Винесберг († сл. 1251).
Център на господството е в началото на 14 век построения замък Винебург при Кохем на Мозел в Рейнланд-Пфалц. През 1362 г. фамилията наследява рода Браунсхорн и също господството Байлщайн със замък Байлщайн.

## Фамилия
Даниел фон Виненбург се жени за Елизабет фон Валдек (* пр. 1275; † сл. 1282), дъщеря на Удо (Рудолф II) фон Валдек († 1262) и Беатрикс фон Бланкенберг († сл. 1259). Те имат децата:
- Йоханес фон Виненбург († сл. 1290)
- Вирих фон Виненбург († сл. 1321), рицар, женен за Гизела († сл. 1293), баща на Куно I фон Виненбург († 12 ноември 1338), който е родител на господарите фон „Виненбург и Байлщайин“
- Мехтилд фон Виненбург († сл. 1293), омъжена за Петер фон Трайз